# Пестель, Павел Иванович
Па́вел Ива́нович Пе́стель (24 июня [5 июля] 1793, Москва — 13 [25] июля 1826, Санкт-Петербург) — офицер, участник военных кампаний 1812—1814 годов, кавалер 6 орденов. Полковник. Руководитель Южного общества декабристов. По приговору суда повешен вместе с другими руководителями декабристского движения 13 (25 по новому стилю) июля 1826 года в Петропавловской крепости.

## Биография
Павел Пестель происходил из немецкого семейства Пестелей, поселившегося в России в конце XVII века.
Отец — Иван Борисович Пестель (1765—1843). Мать — Елизавета Ивановна Крок (1766—1836). Семья исповедовала лютеранство. Павел был старшим ребёнком в семье, при крещении он получил имя Пауль Бурхард. Младшие братья:
- Борис (1794—1848) — олонецкий, смоленский, владимирский вице-губернатор
- Владимир (1798—1865) — сенатор, херсонский, затем таврический губернатор[4]
- Александр (1801 −18..) — подполковник
- Константин (1802 — ум. в млад.)
- Сестра Софья (1810 — 5 февраля 1875)

Из сохранившихся писем Пестеля видно, что он отличался нежной заботливостью по отношению к родителям.

### Ранние годы
Начальное образование получил домашнее. В 1805 году в возрасте 12 лет Пестель, вместе с младшим братом Владимиром, был направлен на учёбу сначала в Гамбург, а затем в Дрезден к матери Елизаветы Ивановны Анне-Елене Крок, урождённой баронессе фон Диц. Там он за четыре года с 1805 по 1809 год прошёл под руководством Генриха (Андрея Егоровича) Зейделя полный гимназический курс. С ранних лет показывал необыкновенную понятливость, здравый смысл, отменные способности, прилежание. Наставники про него говорили: «другие учатся, а он понимает».
В 1810 году вернулся в Россию, в Санкт-Петербург; обучался в Пажеском корпусе. В то же время там учился Владимир Адлерберг. В марте 1812 года Павел Пестель блестяще окончил Пажеский корпус с занесением имени на мраморную доску, и был определён прапорщиком в Литовский лейб-гвардии полк (с 1817 года — Московский лейб-гвардии полк).

### Военная служба
В рядах лейб-гвардии Литовского полка участвовал в Отечественной войне, отличился в Бородинском сражении (1812); был тяжело ранен и награждён золотой шпагой «За храбрость». По выздоровлении поступил в адъютанты к графу Витгенштейну.
В кампаниях 1813—1814 годов участвовал в сражениях при Пирне, Дрездене, Кульме, Лейпциге (награждён орденами Св. Владимира 4-й ст. с бантом и австрийским Леопольда 3-й ст.), отличился при переправе через Рейн (награждён баденским орденом Военных заслуг Карла Фридриха), в боях при Бар-сюр-Об и Труа (награждён орденом Св. Анны 2 ст.), отмечен прусским орденом «Pour le Mérite».
По возвращении в Россию вместе с главнокомандующим 2-й армии графом Витгенштейном служил в Тульчине, где располагался главный штаб, а подразделения 60-тысячной 2-й армии были разбросаны по территории современной Украины и Молдовы (Киевской, Подольской, Херсонской, Катеринославской, Бессарабской, Таврической губерниям).
В 1817 году — штаб-ротмистр, в 1818 — ротмистр. В 1819 году он получил чин подполковника с переводом из гвардии в армию.
Когда весной 1821 года началось восстание греков против турок, Пестель был послан в Бессарабию, в Бессарабскую область, (в Молдавию и Валахию) для собирания сведений о восстании и для переговоров с господарем Молдавии (1821). Пестель трижды по приказу начальника штаба 2-й армии П. Д. Киселёва посещал Бессарабию с целью сбора сведений о событиях в Молдавском княжестве, в том числе о деятельности там Александра Ипсиланти.
В Кишинёве Пестель вступил в основанную генералом П. С. Пущиным масонскую ложу «Овидий». Заседания ложи проходили в доме гетериста Михалки Кацики близ Благовещенской церкви. Среди сочленов ложи историки называют Александра Сергеевича Пушкина, генерал-майора Сергея Алексеевича Тучкова, Николая Степановича Алексеева, Якова Ивановича Бароцци, Михаила Георгиевича Суццо, Владимира Федосеевича Раевского. Ложа «Овидий» просуществовала недолго, уже в декабре 1821 года последовал запрет на её деятельность.
В ноябре 1821 года стал полковником и получил под свою команду совершенно расстроенный Вятский пехотный полк, в течение 1822 года привёл его в порядок. Сам Александр I, осматривая его в сентябре 1823 года, выразился: «Превосходно, точно гвардия» и пожаловал Пестелю 3000 десятин земли.

### Тайные общества
В марте 1812 года Павел Пестель вступил в масонскую ложу «Соединённые друзья», а в 1816 году он перешёл в ложу «Трёх добродетелей». Позднее был принят в «Союз спасения», в написании устава которого участвовал. В 1818 году стал членом Коренной управы Союза благоденствия, а в 1821 году, после его самоликвидации, возглавил Южное тайное общество. Обладая большим умом, разносторонними познаниями и даром слова (о чём единогласно свидетельствуют почти все его современники), Пестель скоро встал во главе общества. Он не только умел предложить что-либо, он знал, что предложить, он принадлежал к редкому тогда типу людей — программных деятелей, осмысливших среду порой до мелочей и выработавших не только мировоззрение, но и общественную, и классовую идеологию. Но силы его красноречия и природного обаяния не смогли убедить в 1825 году петербургское Северное общество действовать в духе Южного, и окончательное решение о слиянии было отложено на 1826 год.
Выражением его взглядов была составленная им «Русская Правда»; этот проект, написанный в республиканском духе, можно считать вместе с конституционным проектом Н. Муравьёва главными выражениями идей тайного общества, хотя ни тот, ни другой не имели никакой обязательности для членов общества. В планах социального и политического переустройства общества, разработанных в «Русской Правде», налицо, прежде всего, отрицание сословного строя и замена его принудительным равенством всех граждан. Пестель считает нужным «всякую даже тень аристократического порядка, хоть феодального, хоть на богатстве основанного, совершенно устранить». Отсюда — его обличение крепостного права, «противного законам естественным», заканчивающееся кличем к дворянству, которое «должно навеки отречься от гнусного преимущества обладать другими людьми». Сам Пестель, по словам Ивана Якушкина, при составлении «Русской Правды» имел в виду только подготовиться к деятельности в земской думе. При этом отсутствие избирательного ценза в выборах, в его проекте, подтверждает его подлинный демократизм; он заботится о том, чтобы никто «не был зловластно от участия в государственных делах исключён». Важнейшей стороной «Русской Правды» являлись размышления Пестеля о внутреннем устройстве России, политическом и экономическом, которые Николай Тургенев называл «социалистическими теориями».
«Русская Правда», по мнению Б. Г. Кипниса, основывалась на сплаве якобинской диктатуры и римского права времен республики.
«Русская Правда» предусматривала следующие шаги:
- убийство всех членов императорской семьи, чтобы никто не мог претендовать на верховную власть по праву крови (по словам Пестеля, это «не преступление уголовное, а политический акт»);
- самодержавная монархия заменяется на унитарную республику, в которой законы одинаковы для всех частей страны, вне зависимости от географических, национальных, религиозных и прочих особенностей;
- местное самоуправление запрещается, а все законы принимает только центральная власть в столице;
- местные налоги отсутствуют, то есть все собранные налоги передаются столичной власти, которая их перераспределяет по своему желанию;
- перенос столицы в Нижний Новгород;
- крепостное право отменяется;
- крупные и средние помещичьи владения упраздняются;
- вся земля с/х назначения (пахотная) каждого уезда делится на равные «наделы» и раздаётся населению кусками от одного (гарантированный минимум необходимой земли) до шести (максимум) наделов; при этом фактические устоявшиеся границы землевладений не будут учитываться, то есть крестьяне будут массово лишаться той конкретной земли, на которой они много лет жили;
- налог взимается со всех наделов, кроме первого;
- рекрутские наборы отменяются;
- вся армия распускается;
- на случай «большой войны» должно быть собрано народное ополчение;
- владение оружием запрещается;
- оружие будет дано только одной спецслужбе — «Внутренней страже» (аналог Внутренних войск);
- в каждой губернии будет по тысяче человек внутренней стражи для поддержания порядка среди населения (на случай крестьянских восстаний);
- первые 15 лет страна будет жить в условиях диктатуры, а только после этого будут проведены выборы в парламент;
- всё неправославное население обязано принять православие и войти в русский народ;
- «дикие» народы для этого будут «усмирены»;
- евреи, не пожелавшие креститься, будут массово депортированы в Палестину, тогда принадлежавшую Османской империи и на их приём не соглашавшуюся.

Следственная комиссия построила свои обвинения против Пестеля и некоторых других именно на «Русской Правде». Алексей Цветков-ст. писал, что Пестель «предусматривал период жесткой диктатуры с насильственной русификацией и депортацией „буйных“ народов, к которым он относил некоторых кавказцев и даже евреев».
Нередко полковник Пестель жертвовал для полка собственные деньги.

### Арест, суд, казнь
Начальник Главного штаба И. И. Дибич для расследования доноса А. И. Майбороды от 25 ноября 1825 командировал в Тульчин генерал-адъютанта А. И. Чернышёва. По прибытии Чернышёва в Тульчин Пестель был вызван П. X. Витгенштейном в город. 13 декабря 1825 года, за день до случившегося 14 (26) декабря 1825 восстания, на дороге в Тульчин Пестель был арестован и в тот же день отрешён от командования полком.
Содержался под арестом в квартире дежурного генерала 2-й армии генерал-майора Байкова. Там же был подвержен первому допросу. До тех пор, пока у Павла Ивановича была хоть слабая надежда на то, что осведомлённость правительства имеет источником доносы шпионажа, он оставался верен себе. Ни одной фамилии, за исключением личных знакомств, в этом показании не фигурирует. Ни одного признания, связанного с судьбой Союза Благоденствия и Южного и Северного обществ не даёт он правительству: «ни о ком ничего не знаю и ни о каких членах ничего не ведаю, а, следовательно, и не могу ничего объяснить, что относится до преднамерений, действий и соображений сего общества». 27 декабря 1825 года отправлен из Тульчина, доставлен в Петербург 3 января 1826 года и помещён в Петропавловскую крепость («Пестеля поместить в Алексеевской равелин, выведя для того Каховского или другого из менее важных») в #5 Никольской куртины, в тот же день переведён в #13 Алексеевского равелина, где содержался до конца. Только будучи в Петербурге, при даче показаний, начинает нащупывать почву, ссылаясь на плохую память (что вполне понятно для человека, неожиданно огорошенного массой впечатлений), он понимает, что времени для обратного отпора нет. Позже, осознав всю осведомлённость правительства об обществах и их участниках, начинает давать показания, поражающие необыкновенной математичностью своего построения, логической осмысленностью. Также на протяжении всех показаний ясно прослеживается тенденция объединить, особенно в предполагавшихся выступлениях по переустройству общественного и государственного строя, Южное и Северное общества. Он старается обобществить отдельные моменты подготовки, в противоположность многим декабристам, старается отвести личные аспекты участников, перенося тяжесть обвинения на всё общество в целом. На очных ставках с ним другие заключённые редко выдерживали столкновения «лицом к лицу», комитету каждый раз приходилось прибавлять к протоколам фразы типа: «Полковник Пестель, утвердив показание своё, подкрепил оное многими доводами». По мнению современных исследователей, именно это повествование Пестеля на следствии и стало историей тайного общества, которую мы знаем и по сей день.
11 июля 1826 года, после 6-месячного заключения, осуждён вне разрядов и приговорён к четвертованию, заменённому повешением.
13 (25) июля 1826 года казнён на кронверке Петропавловской крепости на Артиллерийском острове.
Сохраняя надежду на помилование и, возможно, проявляя инстинкт самосохранения, зная, что всю переписку будет читать следственная комиссия во главе с Николаем, он указывает в письмах на осознание содеянного. В своём последнем перед казнью письме от 1 мая 1826 года из Петропавловской крепости к родителям Пестель писал: «Я должен был раньше понимать, что необходимо полагаться на Провидение, а не пытаться принять участие в том, что не является прямой нашей обязанностью в положении, в которое Бог нас поставил, и не стремиться выйти из своего круга. Я чувствовал это уже в 1825 году, но было слишком поздно!» и «Настоящая моя история заключается в двух словах: я страстно любил моё отечество, я желал его счастья с энтузиазмом… Я никогда никого не ненавидел, никогда не был ожесточён против никого».
По свидетельству одного офицера, перед казнью Пестель сказал: «Что посеял, то и взойти должно и взойдёт впоследствии непременно». Сохранилось следующее воспоминание протоиерея Мысловского, присутствовавшего на казни декабристов, о Пестеле: «Пестель в половине пятого, идя на казнь и увидя виселицу, с большим присутствием духа произнёс следующие слова: „Ужели мы не заслужили лучшей смерти? Кажется, мы никогда не отвращали тела своего ни от пуль, ни от ядер. Можно бы было нас и расстрелять“».
Довольно сочувственный отзыв о Пестеле дан в «Записках» графа П. Д. Киселёва (П., 1823). Ещё теплее отзыв графа Витгенштейна («Русский архив», 1870). Своим строгим, но справедливым отношением к подчинённым Пестель оставил по себе хорошую память в Вятском полку. В одном агентурном донесении сообщалось: «Все нижние чины и офицеры жалеют Пестеля, бывшего их командира, говоря, что им хорошо с ним было, да и ещё чего-то лучшего ожидали, и стоит только вспомнить кому из военных Пестеля, то вдруг всякий со вздохом тяжким и слезами отвечает, что такого командира не было и не будет».
Похоронен вместе с другими казнёнными декабристами на острове Голодае.

## Художественный образ
В кино роль полковника Пестеля исполняли:
- «Декабристы» (1926) — Константин Каренин
- «Звезда пленительного счастья» (1975) — Александр Пороховщиков
- «Союз спасения» (2019) — Павел Прилучный

## Память
- В честь П. И. Пестеля названы улицы в Санкт-Петербурге, в Москве, в Воронеже, Пензе, Киеве, Одессе, Харькове, Владивостоке, Ростове-на-Дону, Калуге, Липецке, Кургане, Ставрополе, Новосибирске, Астрахани, Барнауле, Воткинске, Ярославле, Улан-Удэ, Самаре, Ингушете, Челябинске, Евпатории, Барановичах, Рыбинске, Караганде, Семипалатинске

## Адреса в Санкт-Петербурге
- 1812—1813, 1816 — дом Мижуева — набережная реки Фонтанки, 26.

## Документы
- Материалы следственного дела П. И. Пестеля. Восстание декабристов. Документы. Т.IV, С.6-226.